# Кишинёв (аэропорт)
Кишинёвский международный аэропорт имени Евгения Доги (рум. Aeroportul Internațional „Eugen Doga” Chișinău ) — основной аэропорт Молдовы.
Сдан в концессию компании «Avia Invest» на 49 лет в 2013.
Возвращён в собственность государства 28 марта 2023 года.

## История

### Первый аэропорт
В период между Первой и Второй мировыми войнами, в тогда ещё пригороде Кишинёва — Рышкановке, появился аэропорт. Первый пассажирский рейс состоялся в 1927 году, и маршрутом был Кишинёв-Бухарест. Аэропорт находящийся на том месте проработал до 1960 года.

### Старый аэродром
1 сентября 1944 года Совнарком СССР издал постановление «О создании в Молдавии гражданской авиации для нужд населения». Постановление было издано неделей спустя после снятия нацистской оккупации Бессарабии. В это время почти все наземные средства сообщения Молдавии были из-за войны выведены из строя. С помощью авиации власти могли организовать управление республикой. Официально началом истории авиации города Кишинёва и всей республики можно считать дату 19 сентября 1944 года — в этот день был создан Молдавский отдельный авиаотряд. В 1944 году гражданский аэродром Кишинёва был размещён на месте нынешнего сектора Рышкановка, где и в наше время существует Аэродромная улица (рум. Strada Aerodromului). Сохранилось также одноэтажное здание, относившееся к инфраструктуре бывшего аэропорта (находится рядом с торговым центром «Кауфланд» по улице Киев). Взлётная полоса располагалась вдоль части современной улицы Киев. В сентябре того же года с этого аэродрома начались пассажирские и грузовые полёты по Молдавской республике. Выполнялись рейсы в города аэропорта Бельц, Оргеев, Тирасполь, Сороки, Липканы, Леово. С 1945 года на самолёте Ли-2 начались регулярные (раз в два дня) полёты на Москву, самолёты совершали промежуточную посадку в аэропорта Бельцах и в Киеве. Начались полёты в города Украины, рейсы ходили в Кировоград, Винницу, Николаев и Черновцы. Пассажиропоток за первый год работы Молдавского авиаотряда составил около 750 пассажиров.
В 1947 году были организованы регулярные местные рейсы по Молдавии, а также в Одессу. В 1951 году открылись несколько воздушных линий, соединивших Кишинёв с южными городами СССР — Симферополем, Сочи, Минеральными Водами, Краснодаром. С 1954 года открылись рейсы на Ленинград, Харьков и Львов.
В 1957 году в Кишинёв поступили вертолёты Ми-1, Ка-15 и Ка-18, а также 5 самолётов Ил-14, что сделано возможным увеличить объём перевозок. В 1958 году объём перевозок вырос на 50 % (было перевезено 73 000 пассажиров). Открылись шесть новых магистральных линий. Ближе к началу 1960-х годов были организованы рейсы из Кишинёва в 20 городов СССР.

### Новый аэродром
В 1960 году в юго-восточном пригороде Кишинёва Ревака был построен новый аэропорт, способный принимать более крупные, в том числе газотурбинные, самолёты. Рейсы стали выполнять самолёты Ан-10, совершавшие беспосадочные перелёты в Москву, Ленинград, Минеральные Воды, Горький и другие крупные города СССР, пассажиропоток в 1960 году возрос в три раза в сравнении с 1959 годом. В 1968 году на воздушных маршрутах стали использоваться самолёты Ан-24. Тогда же были налажены грузоперевозки в крупные города Союза на самолётах Ан-12.
В 1969 году из кишинёвского аэропорта стали выполнять рейсы реактивные лайнеры Ту-134, летавшие по маршруту Москва — Кишинёв (рейсы выполнялись на самолётах Внуковского авиапредприятия), а также Ту-124, выполнявшие рейс Таллин — Минск — Кишинёв. Позднее Ту-134 стал самым массовым самолётом, эксплуатирующимся в Молдавии (26 машин подобного типа), а в Кишинёве была размещена всесоюзная испытательная база Ту-134.
В 1972 году из аэропорта Кишинёва выполнялся 21 местный рейс в города и сёла МССР и УССР:

| - Атаки - Бельцы - Баймаклия | - Вулканешты - Дрокия - Единцы | - Каменка - Кагул - Комрат | - Леово - Липканы - Ниспорены | - Окница - Приморское - Рыбница | - Сороки - Сергеевка - Тараклия | - Тырново - Чадыр-Лунга - Фалешты |

Цена билета на эти рейсы составляла от 2 до 6 рублей, доплата за килограмм груза — от 3 до 8 копеек.
В 1972 году в Кишинёв поступили самолёты Як-40. В 1974 году стали выполняться полёты на Ан-26. При Молдавском управлении Гражданской авиации в Бельцах был обновлён парк вертолётов — полёты стали выполнять новые на тот момент Ка-26 и Ми-2.

### Новый аэровокзал
В 1974 году в Кишинёвском аэропорту было построено новое здание аэровокзала. Проект был сделан специалистами организации «Ленаэропроект». С момента сдачи нового здания пропускная способность аэропорта значительно увеличилась — до 400 пассажиров в час, позже она достигла 700 пассажиров в час. В середине 1970-х годов выполнялись регулярные рейсы в 40 городов Молдавии и 40 других городов СССР. Объём пассажироперевозок составил в 1976 году около 800 000 человек. В 1980-х годах в аэропорту Кишинёва базировалось 35 самолётов и 98 вертолётов. В день на Москву отправлялись 12 рейсов, два рейса в Ленинград, Сочи, Минеральные Воды и Ростов. Взлётно-посадочная полоса аэропорта была увеличена до 3590 метров, стало возможным принимать в Кишинёвском аэропорту практически любой тип самолётов. В 1987 году из аэропорта проводились рейсы более чем в 80 городов Советского Союза. Рейсы по Молдавии связывали более 20 населённых пунктов (Бельцы-Город и Бельцы-Лядовены, Чадыр-Лунга, Кагул, Каменка и др.). Началась эксплуатация самолётов Ту-154Б, в аэропорту Кишинёва базировались 9 самолётов этого типа. С марта 1988 года открылись регулярные рейсы самолётов Ту-154 Кишинёв — Москва.
13 сентября 1990 года состоялся первый международный рейс на самолёте Ту-134 по маршруту Кишинёв — Франкфурт. Позже были открыты и другие международные рейсы.
После распада СССР
После обретения республикой независимости аэропорт Кишинёва стал приходить в упадок. На состояние дел повлияли непростая политическая ситуация, война в Приднестровье, проходившая в 1992 году, падение уровня жизни населения Молдавии, а также разрыв хозяйственных связей между бывшими республиками СССР. Объём перевозок резко упал. Начались перебои с поставками авиатоплива. В 1993 году был период, когда в течение двух недель аэропорт полностью простаивал, не было выполнено ни одного рейса.
В 1993 году была проведена реформа авиационного хозяйства Молдавии. 31 мая 1995 года Кишинёвский аэропорт получил статус самостоятельного предприятия, а также статус международного аэропорта.
В аэропорту Кишинёва в 1990-е годы базировалось до тридцати разных молдавских авиакомпаний, многие из которых были «однодневками» и даже не имели ни одного самолёта. Самыми крупными авиаперевозчиками стали Air Moldova, Moldavian Airlines, Renan Air (прекратила существование в 2004 году) и Air Moldova International (была поглощена компанией Air Moldova в 2002 году).
В 2000 году была завершена реконструкция аэропорта Кишинёва. Реконструкция была осуществлена на деньги правительства Молдавии (три миллиона долларов) и на кредит Европейского банка реконструкции и развития (девять миллионов долларов). Строительные работы были выполнены турецкими строительными организациями. Для возврата кредита был введён целевой сбор в размере десяти долларов с пассажира.
В 2005 году на подъезде к аэропорту был установлен памятник — самолет Ту-134.
За 2007 год на регулярных и чартерных рейсах из аэропорта Кишинёва пятнадцать авиакомпаний перевезли более 689 000 пассажиров в 27 городов 18 стран мира.
Кишинёвский аэропорт шесть раз подряд становился лауреатом конкурса «Лучший аэропорт года стран СНГ» ассоциации «Аэропорт»: четыре победы в номинации «Интенсивно развивающийся аэропорт» (в 2007, 2008, 2010 и 2012 годах), одна победа в номинации «За активность и целеустремлённость» (2009) и одна — в номинации «Лучший аэропорт года СНГ» (2011 год).
В 2012 году аэропорт обслужил свыше 1 миллиона 220 тысяч пассажиров. Из кишинёвского аэропорта в среднем выполнялось 25—30 рейсов в день. В аэропорту работали 16 авиакомпаний, совершались рейсы в двадцать два города Европы, Ближнего Востока и Азии.
29 сентября 2012 года в аэропорту прошли празднования, посвященные 68 годовщине со дня основания гражданской авиации в Молдавии.
1 ноября 2013 года постановлением правительства Молдавии аэропорт был сдан в концессию компании ОАО «АВИА ИНВЕСТ» (учредители — АО «Коломенский Завод» и АО «Аэропорт Хабаровск») из Российской Федерации.
Полоса аэродрома, построенная в советские времена, оставалась одной из самых протяжённых в Восточной Европе.
В декабре 2023 года была анонсирована смена IATA-кода аэропорта: с 18 января 2024 года код KIV (Kishinev) был заменён на RMO (Republica Moldova).

## Принимаемые типыВС
Все типы воздушных судов. Классификационное число ВПП (PCN) 52/R/A/X/T.

## Основные операторы

#### Действующие
- FlyOne;
- HiSky;
- Austrian Airlines;
- LOT Polish Airlines;
- Tarom;
- Turkish Airlines;
- Israir;
- Arkia;
- Azerbaijan Airlines;
- Aegean Airlines;
- Pegasus Airlines.
- WizzAir;

#### Прекратившие или приостановившие полёты
- Аэрофлот;
- Белавиа;
- Международные Авиалинии Украины (МАУ);
- Россия;
- S7 Airlines;
- Tandem Aero;
- Lufthansa;
- Air Moldova

## Транспортное сообщение с городом
До Кишинёвского международного аэропорта можно добраться:
- На троллейбусе № 30 «Центр (ул. А.С. Пушкин) — Аэропорт».
- На городском такси. Тариф на поездку в аэропорт у служб такси фиксированный. Из аэропорта стоимость поездки выше.
- На личном автотранспорте по проспекту Дачия. От центра Кишинёва до аэропорта 13,7 км.

## Памятники
На подъезде к аэропорту с 2005 года стоит памятник самолету Ту-134
В 2019 году молдавский скульптор Вячеслав Жиглицкий в зале регистрации пассажиров на вылет установил скульптурную группу «Экипаж».

## Происшествия
- 15 мая 1970 потерял управление и разбился во время ухода на второй круг на двух двигателях (с имитацией отказа) самолет Ан-10А с бортовым номером СССР-11149. На борту самолета находились курсанты из Ульяновской ШВЛП, совершавшие тренировочный полет. Погибли все 11 человек находившихся на борту[16].
- 12 октября 1971 самолет Ан-10А с бортовым номером СССР-11137 совершил грубую посадку (посадка с высокой вертикальной скоростью и перегрузкой) в результате чего получил серьезные повреждения. Самолет восстановлению не подлежал. Данных о жертвах нет[17].
- Вечером 11 апреля 2008 года при заходе на посадку разбился грузовой самолёт Ан-32, вылетевший по маршруту Кишинёв—Анталия—Судан. Самолёт вскоре после вылета развернулся и попытался сесть, но упал у расположенного возле аэропорта села Бачой и загорелся. Самолёт, принадлежащий суданской авиакомпании, выполнял грузовой чартерный рейс. На борту находились восемь человек — четверо граждан Молдавии и четверо граждан Украины. Все погибли при крушении[18][19].
- 4 июня 2017 года при посадке в аэропорту Кишинёва самолёт ATR-42-300, выполнявшее рейс Бухарест-Кишинёв (RO 207) выкатился за пределы ВПП.[20]
- 30 сентября 2019 года в Кишинёвском аэропорту едва не случилась авиакатастрофа. Самолёту компании Fly One Кишинёв – Москва пришлось взлетать, когда по полосе двигались три машины. Трагедии удалось избежать в самый последний момент[21].

Данные из запроса в Викиданные.